# Рыжиков, Владимир Георгиевич
Рыжиков Владимир Георгиевич (1938 – 1986), кандидат технических наук, ректор Иркутского Государственного Университета Путей Сообщения (1982-1986).

## Биография
Владимир Георгиевич Рыжиков родился в 1938 году.
В 1960 году окончил Новосибирский институт инженеров железнодорожного транспорта. Его специальность называлась «Эксплуатация железных дорог».
После окончания СГУПС Владимир Георгиевич работал на железной дороге. Сначала он был дежурным по парку, затем дежурным по централизованному посту и станционным диспетчером. После он устроился на работу в ОмИИТ на кафедру «Экономика железнодорожного транспорта», поступил в аспирантуру к профессору Е. С. Павловичу. Затем, благодаря врожденной склонности к научно-исследовательской работе, Рыжиков назначается начальником отдела НИР Омского института инженеров транспорта.
В 1970 году Владимиру Георгиевичу присвоена ученая степень кандидата технических наук.
В 1971 присуждено ученое звание доцента кафедры «Экономика транспорта».
В 1973 году В. Г. Рыжиков назначается проректором по учебной работе Самарского государственного университета путей сообщения.
В 1976 Рыжиков становится проректором по научной работе и одновременно заведующим кафедрой «Эксплуатация железных дорог».
28 июля 1982 года Владимир Георгиевич назначается ректором Иркутского института инженеров железнодорожного транспорта (ИрИИТ). Его опыт и знания в организации НИР и учебной деятельности позволили ему достойно выполнять свою работу. С приходом в ИрИИТ Рыжикова был запущен музей истории института, открыт студенческий клуб, сформирован факультет общественных профессий.
Владимир Георгиевич Рыжиков опубликовал более 35 научных работ.

## Награды
- Медаль «За трудовую доблесть»,
- Нагрудный знак: «За отличные успехи в работе»,
- Нагрудный знак: «Почетный железнодорожник».